# 伯氏擬冰杜父魚
伯氏擬冰杜父魚（學名：Icelinus burchami），為輻鰭魚綱鮋形目杜父魚亞目杜父魚科的其中一種，為溫帶海水魚，分布於東太平洋阿拉斯加至美國華盛頓州海域，棲息深度61-570公尺，尾鰭狹窄且圓，腹鰭非常小，背鰭、尾鰭、臀鰭與胸鰭深色，有白色大斑點，背鰭硬棘9-10枚、背鰭軟條16-18枚、臀鰭軟條12-14枚，體長可達13公分，棲息在外海海域，以蝦子為食，生活習性不明。

## 扩展阅读
維基物種上的相關：伯氏擬冰杜父魚